# Woda gulardowa
Woda gulardowa (ołowiowa) – roztwór zasadowego octanu ołowiowego, który ma silne działanie ściągające i skurczowe. Stosowana była w XVIII i XIX w. w kosmetyce i medycynie.
Woda gulardowa ma słodkawy smak, jest toksyczna i rakotwórcza. Nazwa pochodzi od Thomasa Goularda, który wprowadził ten roztwór do masowego użycia. Odkrycie rakotwórczych własności tego roztworu, a także wynalezienie innych środków skurczowych spowodowało, że woda gulardowa przestała być stosowana na początku XX w.